# Giovanni Battista Loi
Giovanni Battista Loi (Buggerru, 30 aprile 1934) è un politico italiano.

## Biografia
Giovanni Battista Loi, nato nel 1934 a Buggerru (provincia del Sud Sardegna), fin dalla fanciullezza è residente a Carbonia. Già assessore alla cultura della provincia di Cagliari, è stato senatore della Repubblica nella IX legislatura (dal 12 luglio 1983 al 1º luglio 1987), risultando eletto nel collegio elettorale di Iglesias nelle liste del P.S.d'Az.. Successivamente sempre nelle liste del P.S.d'Az. è stato eletto alla Camera dei deputati nella X legislatura (dal 2 luglio 1987 al 22 aprile 1992). Vive da pensionato a Carbonia.